# ماهی طلاکوب نیوزلندی
ماهی طلاکوب نیوزلندی (نام علمی: Cyttus novaezealandiae) نام یک گونه از سرده ماهی‌های طلاکوب سربه‌زیر است.